# Uniqlo
Uniqlo Co., Ltd. (株式会社 ユニクロ Kabushiki-gaisha Yunikuro) este o companie japoneză care proiectează, produce și vinde îmbrăcăminte casual. Fondată inițial în Japonia, compania s-a extins dincolo de Japonia în secolul 21 și a devenit rapid un brand de îmbrăcăminte major, comparabil cu companii precum H&M. Uniqlo avea peste 2.400 de magazine în întreaga lume în 2023.

## Istorie
Uniqlo a fost fondată în 1949 în Ube (Yamaguchi) ca parte a grupului de companii Fast Retailing.
În 1984, în Hiroshima s-a deschis un magazin de îmbrăcăminte casual unisex numit „Unique Clothing Warehouse”, mai târziu prescurtat în „Uniqlo”.
Uniqlo a deschis primul magazin în afara Japoniei la Londra în 2001 și primul magazin în Shanghai în 2002. În 2005, la New York s-a deschis primul Uniqlo american.
Uniqlo are în prezent peste 30.000 de angajați și operează în peste 25 de țări. Există peste 800 de magazine Uniqlo în Japonia (peste 100 numai în Tōkyō) și peste 70 de magazine în Europa, în principal în Franța și Regatul Unit.

## Logo-uri

Fosta sigla Uniqlo (1998-2009)
Logo Uniqlo în alfabet
Logo Uniqlo în japoneză